# 't Zand (Hattem)
't Zand is een buurtschap ten westen van de IJssel, in het noordwesten van de Nederlandse gemeente Hattem, provincie Gelderland. Ten noorden van 't Zand ligt het dorp Zalk in de Overijsselse gemeente Kampen. Aan de west- en zuidzijde wordt de buurtschap begrensd door de A50 en de Zuiderzeestraatweg.
Voor voorzieningen als scholen en winkels zijn de bewoners aangewezen op de omliggende plaatsen.